# Robert Kalloch
Pour les articles homonymes, voir Kalloch.
Robert Kalloch (parfois crédité Kalloch) est un costumier de cinéma américain, de son nom complet Robert Mero Kalloch, III, né le 13 janvier 1893 à New York (État de New York), mort le 19 octobre 1947 à Los Angeles (Californie).

## Biographie
Il a travaillé principalement pour la Columbia Pictures et, dans une moindre mesure, pour la Metro-Goldwyn-Mayer, collaborant à 136 films américains entre 1932 et 1947. Son dernier film, sorti en 1948 — plus de sept mois après sa mort —, est Un million clé en main, une production de la RKO Pictures.

## Filmographie partielle
- 1932 : La Grande Muraille (The Bitter Tea of General Yen) de Frank Capra
- 1933 : Grande Dame d'un jour (Lady for a Day) de Frank Capra
- 1934 : Une nuit d'amour (One Night of Love) de Victor Schertzinger
- 1934 : L'Ultime Sacrifice (Mills of the Gods) de Roy William Neill
- 1934 : New York-Miami (It happened one Night) de Frank Capra
- 1937 : Le Fantôme du cirque (The Shadow) de Charles C. Coleman
- 1937 : Kidnappez-moi, monsieur ! (I'll take Romance) d'Edward H. Griffith
- 1937 : Cette sacrée vérité (The Awful Truth) de Leo McCarey
- 1937 : Criminels de l'air (Criminals of the Air) de Charles C. Coleman
- 1937 : Paid to Dance de Charles C. Coleman
- 1938 : Un amour de gosse (Little Miss Roughneck) d'Aubrey Scotto
- 1938 : Miss Catastrophe (There's always a Woman) d'Alexander Hall
- 1938 : Vacances (Holiday) de George Cukor
- 1938 : Quelle joie de vivre (Joy of Living) de Tay Garnett
- 1939 : L'Empreinte du loup solitaire (The Lone Wolf Spy Hunt) de Peter Godfrey
- 1939 : Nous irons à Paris (Good Girls go to Paris) d'Alexander Hall
- 1939 : L'Esclave aux mains d'or (Golden Boy) de Rouben Mamoulian
- 1939 : L'Étrange Rêve (Blind Alley) de Charles Vidor
- 1939 : L'Étonnant M. Williams (The Amazing Mr. Williams) d'Alexander Hall
- 1939 : Seuls les anges ont des ailes (Only Angels have Wings) d'Howard Hawks
- 1939 : Ma femme et mon patron (Blondie meets the Boss) de Frank R. Strayer
- 1939 : Laissez-nous vivre (Let us live) de John Brahm
- 1940 : The Lady in Question de Charles Vidor
- 1940 : Arizona de Wesley Ruggles
- 1940 : L'Ange de Broadway (Angels over Broadway) de Ben Hecht et Lee Garmes
- 1940 : Blondie on a Budget de Frank R. Strayer
- 1940 : Musique dans mon cœur (Music in my Heart) de Joseph Santley
- 1940 : La Dame du vendredi (His Girl Friday) d'Howard Hawks
- 1940 : Et l'amour vint... (He Stayed for Breakfast) d'Alexander Hall
- 1941 : L'Ombre de l'Introuvable (Shadow of the Thin Man) de W. S. Van Dyke
- 1941 : Débuts à Broadway (Babes on Broadway) de Busby Berkeley
- 1941 : I'll Wait for You de Robert B. Sinclair
- 1941 : Franc Jeu (Honky Tonk) de Jack Conway
- 1941 : L'amour vient en dansant (You'll never get rich) de Sidney Lanfield
- 1941 : Souvenirs (H.M. Pulham, Esq.) de King Vidor
- 1942 : Tortilla Flat de Victor Fleming
- 1942 : Ma femme est un ange (I Married an Angel) de W. S. Van Dyke
- 1942 : Danse autour de la vie (We were dancing) de Robert Z. Leonard
- 1942 : Croisière mouvementée (Ship Ahoy) d'Edward Buzzell
- 1942 : Johnny, roi des gangsters (Johnny Eager) de Mervyn Le Roy
- 1942 : Je te retrouverai (Somewhere I'll find you) de Wesley Ruggles
- 1942 : Madame Miniver (Mrs. Miniver) de William Wyler
- 1942 : Carrefours (Crossroads) de Jack Conway
- 1942 : Prisonniers du passé (Random Harvest) de Mervyn LeRoy
- 1942 : Pour moi et ma mie (For Me and My Gal) de Busby Berkeley
- 1942 : Panama Hattie de Norman Z. McLeod, Roy Del Ruth et Vincente Minnelli
- 1946 : Suspense de Frank Tuttle
- 1948 : Un million clé en main (Mr. Blandings builds his Dream House) d'H. C. Potter